# 图尔奈 (上比利牛斯省)
图尔奈（法語：Tournay，法語發音：[tuʁnaj] ⓘ）是法国上比利牛斯省的一个市镇，位于该省中北部，属于塔布区。

## 地理
图尔奈（43°11'3"N, 0°14'44"E）面积14.32 平方千米，位于法国奧克西塔尼大區上比利牛斯省，该省份为法国西南部内陆省份，北至热尔省，西接大西洋比利牛斯省，南与西班牙接壤，东临上加龙省。
与图尔奈接壤的市镇（或旧市镇、城区）包括：博尔德、贝尔纳代特代叙、比尔、奥莱阿克代叙、韦尤、奥宗、佩罗布、普马鲁。
图尔奈的时区为UTC+01:00、UTC+02:00（夏令时）。

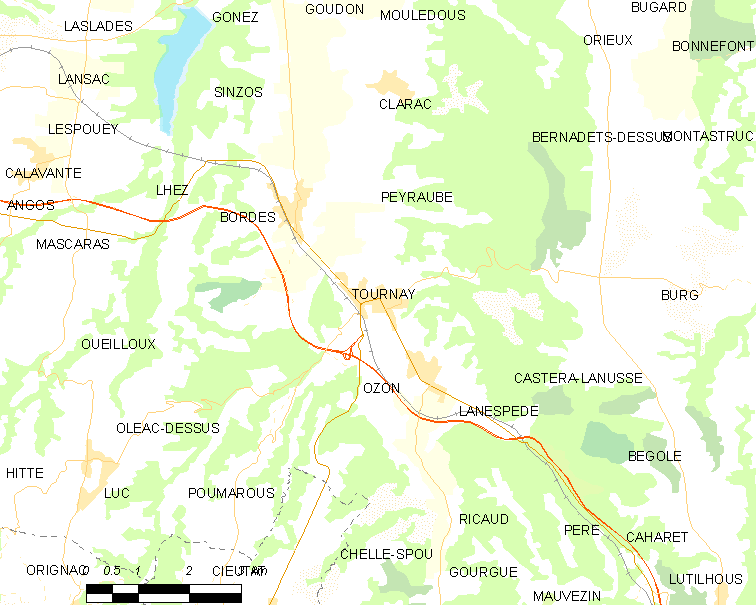
图尔奈的OSM定位图

## 行政
图尔奈的邮政编码为65190，INSEE市镇编码为65447。

## 政治
图尔奈所属的省级选区为阿罗斯河与巴伊斯河谷县。

## 人口

1962-2008年间图尔奈人口变化图示

图尔奈于2022年1月1日时的人口数量为1296人。